# لوزبیست‌دوازده‌وجهی
در هندسه، لوزبیست‌دوازده‌وجهی ( rhombicosidodecahedron)، جسمی ارشمیدسی است، یکی از سیزده جامد غیر غیر منشوری ایزوگال محدب که از دو یا چند نوع صورت چند ضلعی منظم ساخته شده‌است.
دارای ۶۲ وجه (۲۰ وجه مثلثی منظم، ۳۰ وجه مربع، ۱۲ وجه پنج ضلعی منتظم)، ۶۰  رأس و ۱۲۰ یال است.